# Halifax Pop Explosion
Halifax Pop Explosion est un festival de musique ayant lieu durant l'automne à Halifax, Nouvelle-Écosse, Canada. Présenté annuellement depuis 1993, à l'exception d'une année, le festival regroupe aujourd'hui une centaine d'artistes se produisant pendant cinq jours dans une vingtaine de salles à travers la ville.

## Historique
Cette manifestation commerciale a sa première édition en 1993. À ses débuts, Halifax Pop Explosion était en fait trois événements distincts éventuellement regroupés pour ne former qu'un seul festival. 
Au cours des trois premières années, le festival était géré par des fonds privés, et servait de plate-forme à la scène musicale d'Halifax, qui attirait l'attention des observateurs musicaux grâce à des groupes indie comme Sloan ou Trush Hermit. La compagnie organisant l'événement cessa ses activités en 1995, puis une organisation appelée Halifax On Music Festival prit le relais pour quatre autres années, avant d'éprouver des difficultés financières qui menèrent à l'annulation de l'édition 2000 de l'événement.
Depuis 2001, Halifax Pop Explosion est géré par une association à but non lucratif appelée Halifax Pop Explosion Association. L'appellation originale du festival est revenue en 2001, et depuis l'événement a doublé d'importance. La programmation a elle aussi évoluée ; de la power pop préconisée au début, elle s'est étendue dans les années 2000 à différents styles de rock indépendant, du hip-hop underground à la musique électronique, en passant par le folk ou la country alternative.